# 龔穎澄
龔 穎澄（きょう えいちょう / ゴン・インチェン、1911年11月24日（清宣統3年10月4日） - 1987年1月25日）は中華民国空軍の軍人。字は静秋。最終階級は空軍中将。

## 経歴
江蘇省崇明県（現・上海市崇明区）の漁師の家庭に生まれる。
1928年、中央陸軍軍官学校第6期交通科入学。第1総隊交通兵第3中隊所属。1929年3月1日、中央軍校航空班（中央航空学校第1期）入学。1931年3月19日卒業後、航空第六隊（長：黄毓沛）にて見習。1932年、中央航空高級班で軍事顧問団よりアメリカ式訓練を受ける。訓練修了後、日本の京都にあったとされる航空学校に留学。1933年12月に帰国後、航空委員会南京航空站管理処機械師、中央航空学校教官。また、福建事変、両広事変、西安事変等に偵察・爆撃任務に従事。1936年2月、第13隊（長：李懐民→李天民）副隊長としてBre.273の受領と訓練に携わる。
第9大隊副大隊長を経て、抗日戦争（日中戦争）勃発時、轟炸機第2大隊（長：張廷孟）第11中隊中隊長。1937年8月14日、広徳飛行場に展開中のノースロップ・ガンマ2EC軽爆撃機で上海爆撃に参加。黄浦江にいた日本の第三艦隊の旗艦装甲巡洋艦「出雲」を標的に、2機を率いて長江河口から西にUターンし、海側から低空で奇襲をかけ各自250キロ爆弾を投擲するが、いずれも命中せず失敗した。
その後、1938年1月、第1大隊長。SB-2に換装し、慣熟訓練を受ける。同年秋、奥地に撤退していたが、羅田の民家に日本軍司令部があるとの情報を受け漢口飛行場に単機で進出、早朝に空爆を敢行した。帰途、龔の掩護のため後から上がった第4大隊の9機が96式艦戦と交戦し、I-16 3機が96式艦戦1機を撃墜しているところを目撃するが、双方の搭乗者は不明である。
その後も漢口を拠点として偵察、爆撃任務に従事する。10月末のある日、孝感、平漢鉄路を経て信陽を偵察し、同地で孤立していた部隊に通信筒を落としたのち、雷雨のため小型飛行場に着陸。漢口に電話をかけたところ、参謀の姜広仁より、漢口を放棄するため、そのまま梁山飛行場へ撤退するよう告げられる。
1939年、航空委員会訓練処（長：王立序）副処長、調度分処処長、軍官学校初級幹部訓練班主任を経て、蘭州の轟炸混合大隊（伊寧教導総隊の事か）大隊長、空軍第1軍区副司令官。
1942年10月、昆明の空軍第五路司令部（長：王叔銘）副司令官に就任、昆明巫家壩機場の航空總站や第14航空隊の調整任務に携わる。1943年12月、重慶の空軍第一路司令部（長：張廷孟）副司令官。1944年10月、空軍第四路司令部（長：羅機）副司令官。
戦後の1946年6月、西安の空軍総司令部第3軍区（長：劉国運）副司令官。1947年、延安空軍前進指揮所主任。1947年10月、空軍幼年学校校長。
1949年、幼校入伍生總隊合併空軍予備学校校長。
1951年、空軍訓練司令部副司令。1955年、陸軍金門防衛指揮部（長：劉玉章）副司令官として戦地での三軍連合作戦に携わる。1956年、三軍連合大学に進修。1957年、国防部連戦会連戦委員。1958年、陸軍澎湖防衛指揮部（長：胡宗南）副司令官。1963年8月、中将進級と同時に空軍指揮参謀大学校長。1964年、空軍総司令部督察長。
1965年10月、空軍訓練司令官として学校教育及び部隊訓練を管理。1967年、空軍総司令部作戦計画委員会主管。1968年、任総統府戦略顧問。1969年11月に空軍中将で退役。1987年1月25日、ロサンゼルスにて死去。76歳没。

## 栄典
- 宝鼎勲章
- 六等雲麾勲章（中国語版） 1945年8月14日[8]
- 忠勤勲章 - 1945年10月[7]
- 勝利勲章 - 1946年5月[7]
- 復興勲章
- 河圖勲章
- 洛書勲章
- 陸海空奬章
- 宣威等奬章